# Lecanora soralifera
Lecanora soralifera är en lavart som först beskrevs av Suza, och fick sitt nu gällande namn av Räsänen. Lecanora soralifera ingår i släktet Lecanora och familjen Lecanoraceae.  Arten är reproducerande i Sverige. Inga underarter finns listade i Catalogue of Life.